# Dominik Barač
Dominik (Nedjeljko) Barač (Slano, 14. srpnja 1912. – Trogir, 17. studenog 1945.) hrvatski dominikanac, sociolog.

## Životopis
Rođen je 14. srpnja 1912. u Slanome, u Dubrovačkom primorju. U Red propovjednika - dominikanaca - stupio je 1930. Studij filozofije i teologije započeo je u Dubrovniku (1931. – 1934.), a nastavio u Walberbergu kraj Kölna, gdje je 1936. zaređen za svećenika. Studij sociologije usavršava pod vodstvom poznatog njemačkog sociologa, dominikanca Eberharda Weltyja. Radnjom o socijalnoj filozofiji boljševizma postigao je lektorat. Licencijat (magisterij) postiže u Louvainu u Belgiji. Doktorirao je na Angelicumu u Rimu 1942. o socijalnoj filozofiji boljševizma, na njemačkom jeziku. Vrativši se u Hrvatsku, predaje na Dominikanskom filozofsko-teološkom učilištu u Dubrovniku. 
U izdanju Dominikanske naklade Istina u kolovozu 1944. objavljuje knjigu Socijalna filozofija boljševizma, tj. hrvatski prijevod doktorske disertacije, a posvetio ju je "Istini i pravdi". Knjiga je tiskana u Dubrovniku u 2080 primjeraka. Ta ga je knjiga koštala života.
U predgovoru Barač ističe da želi hrvatsku javnost temeljito upoznati s boljševičkim zabludama. Jer hrvatski narod stoji "pred historijskom kataklizmom". Barač daje svoj jasan, odlučan, odvažan i nepopustljiv stav i poziv na borbu protiv boljševizma sa svom odlučnošču i umnom odvažnošću. Komunistička vlast nije mogla prihvatiti niti zanemariti ili ignorirati tako decidiran, odvažan i bezuvjetan stav tridesettrogodišnjeg dubrovačkog dominikanca.

## Uhićenje i optužba
Partizani su u Dubrovnik ušli 18. listopada 1944. Dominik Barač je nakon božićnih blagdana 1944. otišao na ispomoć za župnika u Lisac u Dubrovačko primorje. U nedjelju 18. ožujka 1945. obavljena je premetačina samostana, a istoga dana Barač je pod pratnjom doveden iz Lisca i zatvoren u vilu Rašicu u Lapadu.
Optužnica nije sačuvana, a u prijepisu presude okrivljuje ga se zbog "terorističkog protunarodnog rada i organizovanja terorističkih oružanih banda". A "kao uvjereni ustaša neistinitim prikazivanjem prilika u jednoj od savezničkih država koristio njemačkom okupatoru i ustaškoj 'promičbi' da bi zavaravanjem neupućenog naroda pridobio ga za oružanu borbu protiv narodno-oslobodilačke vojske i naših saveznika, pak je u tu svrhu u 1944. godini dao štampati i rasturivati knjigu 'Socijalna filozofija boljševizma'."
Prijeki vojni sud 18. lipnja 1945. u Dubrovniku izrekao je dr. Dominiku Baraču kaznu "smrti strijeljanjem i trajan gubitak građanskih prava". 
Ipak, pravi povod smrtnoj presudi bila je Baračeva knjiga Socijalna filozofija boljševizma u kojem je prokazao boljševističku ideologiju, ukazao na njezinu opasnost i posljedice te pozvao na bezuvjetnu borbu protiv zabluda i laži boljševičkog socijalizma.
Smrtna presuda strijeljanjem izvršena je u Trogiru, u subotu 17. studenoga 1945. u šest sati ujutro. Iz skupine od 34 zatvorenika, strijeljano ih je trideset, a četvorica su pomilovana. Posmrtni ostatci fr. Dominika Barača kasnije su ekshumirani i položeni u novu dominikansku grobnicu na splitskom groblju Lovrincu.

## Ustrajnost do kraja
Skupa s Baračem na robiji se nalazio i njegov redovnički subrat Rando Paršić, koji o Dominiku i danima koji su prethodili strijeljanju govori:
"Nas devet svećenika određenih za robiju (nota bene: nije postojao termin zatvor nego samo robija ili strijeljanje), robijali smo na drugom katu trogirskoga zatvora, a osuđenici na smrt na drugom katu iznad nas. Tako je Barač bio točno iznad moje sobe a to se kasnije pokazalo providnosno. Zašto? Kad bi nastupila gluha noć i tama, Barač je na koncu spuštao ispisani papirić i dostavio svoje želje, opažanja, raspoloženja i pitanja. Slijedio bi naš odgovor te smo na taj način ulijevali jedan drugome nadu, snagu i izmjenične molitve... Točno mi se usjeklo u pamćenje da je 15. studenoga u noći spustio pošire pisamce. Grozna vijest! Pisalo je nekako ovako: 'Sutra ili najdalje prekosutra bit ću strijeljan.' … Dana 16. studenoga spustio je posljednje pisamce. 'Sutra rano jutrom vode me na strijeljanje. Molim te kada se sutra ujutro budem spuštao skalinama stani na malo 'okno' svoje sobe. Pogledat ću prema tebi, a ti mi udijeli odrješenje. Tako je i bilo. Zadnji pogled i preporuka Bogu, Gospi i svetom ocu Dominiku. 
"... Na robiji se za hranu brinuo neki ekonom, partizan A. Bio je rodom sa Šolte. Nije bio loš ni namrgođen gledajući pred sobom ni krive ni dužne osuđene svećenike koji uglavnom dan provode u molitvi i šutnji. Hranu bi nam dobacio u sobu jer cijelo vrijeme robovanja nismo smjeli izići iz sobe nego jedino na zahod u hodniku i to pod stražom i uz dobro zaključani hodnik. Došapnuo mi je 16. XI. da će Barač sutra biti strijeljan. Usudih se zamoliti ga da mi donese nešto od njega za uspomenu. Moram priznati da se opoštenio. Nakon strijeljanja donio mi je 12 zrna krunice koju su bjesomučno strgli s njegova pasa. Ostalo su razbacali i ukopali sa zemljom iznad njega. Tako je njegova krunica postala njegov najljepši spomenik! Pitao sam tog gospodina je li plakao, molio milost. Ne. Čuo ga je da je izgovorio riječi: 'Bože, oprosti im!' (Dalje mi nije znao navesti, ali je sigurno izgovorio čitave Kristove riječi s križa.)."
Okupljeni na provincijalnoj skupštini 1946. njegova su braća u Akta skupštine stavila na latinskom kratak životopis Dominika Barača. No, komunističkim vlastima je zasmetao i izraz da je izveden u "arenu", te su zaplijene već tiskane Akte provincijske skupštine.
U povodu odluke UNESCO-ova Međuvladinog odbora za očuvanje nematerijalne kulturne baštine od 30. rujna 2009., rektor zborne crkve Svetoga Vlaha u Dubrovniku mons. Toma Lučić u prigodnoj izjavi ističe: „Sjećamo se i fr. Dominika Barača koji je zbog čuvanja dostojanstva Feste svetoga Vlaha 1945. osuđen na smrt i strijeljan“.
Opća skupština Reda propovjednika, održana u Rimu u rujnu 2010. godine, potiče da se u svim dominikanskim zajednicama spominje dominikanskih mučenika iz 20. stoljeća. U tom se kontekstu spominje i ime dubrovačkog dominikanca Dominika Barača.
Hrvatska dominikanska provincija priprema dokumentaciju za pokretanje postupka, na dijecezanskoj razini, za njegovo proglašenje blaženim.
Prigodom obilježavanja 70. obljetnice njegove mučenike smrti na zgradi trogirskog suda postavljena je spomen-ploča koja je svečano otkrivena u nedjelju 22. studenoga 2015. A dan prije, 21. studenog, u Sportskoj dvorani Trogir održan je Memorijalni malonogometni turnir "Fr. Dominik Barač, OP".
U produkciji Laudato TV godine 2016. snimljen je dokumentarni film „U ime naroda“ scenaristice i redateljice Nade Prkačin, o komunističkim ubojstvima u Dubrovniku i okolici 1944. godine te o fr. Dominiku Baraču.
U dominikanskom samostanu bl. Augustina Kažotića u Zagrebu 17. studenoga 2017., nakon euharistijskog slavlja u 19:00 sati u samostanskoj crkvi, otvorena je nova multimedijalna dvorana koja je dobila ime Fr. Dominik Barač, dominikanac - mučenik.
Predsjednica Republike Hrvatske Kolinda Grabar-Kitarović 30. siječnja 2020. posmrtno je odlikovala dr. sc. fr. Nedjeljka Dominika Barača Redom hrvatskog pletera, "za izniman doprinos u stvaranju slobodne i neovisne Hrvatske države te stradanje u borbi za nacionalna i socijalna prava hrvatskog naroda".

## Kauza
Godine 2010. u Rimu je Opća skupština Reda propovjednika preporučila spomen na dominikanske mučenike iz 20. stoljeća i istaknula fr. Dominika Barača. Godine 2012. Hrvatska dominikanska provincija na provincijskoj skupštini službeno je poduprla pokretanje kauze za Baračevu beatifikaciju.

## Djela
- Plantae virentes (Bol), I (1930.) 1 / 4. VIII., str. 1-42. šapirografom - uredio kao đak VI. razreda.
- Dvije riječi predgovora, Plantae virentes (Bol), I (1930.) 1 / 4. VIII., str. 1-2.
- Naš Red i Katolička akcija, Plantae virentes, I (1930.) 1 / 4. VIII., str. 3-5.
- Pogled u socijalnu ulogu sv. Dominika i dominikanskog reda, Akvinac (Dubrovnik), II (1934.) 3, str. 12-20.
- Tomizam – filozofija bića i socijalna filozofija, Akvinac, IV (1936.) 5, str. 3 – 9.
- “Homo sovieticus” u svojoj metafizičkoj strukturi, Akvinac, V (1937.) 6, str. 12–16.
- Mehaničko poimanje društva, Akvinac, VI (1938.) 7, str. 3–9.
- Die Sozialphilosophie des Bolschewismus. Dissertation der philosophischen Fakultät zur Erlangung des Doktorgrades, Pontificium Athenaeum Angelicum, Rom, 1942.
- Socijalna filozofija boljševizma, Zagreb : Dominikanska naklada Istina, 1944, 191 str. u nakladi od 2080 primjeraka.

## Vanjske poveznice
- Obnovljeni život 61 (2006.) 1 Hrvoje Lasić, Ruska filozofija u interpretaciji Dominika Barača, str. 41–58.
- Bogoslovska smotra 79 (2009.) 4 Alojz Ćubelić: Tri hrvatska dominikanca (Hijacint Bošković, Dominik Barač i Jordan Kuničić) o totalitarnim ideologijama 20. stoljeća, str. 848-869.
- Spomen-ploča  Arhivirana inačica izvorne stranice od 20. prosinca 2016. (Wayback Machine)